# Quesnoy-le-Montant
Quesnoy-le-Montant és un municipi francès situat al departament del Somme i a la regió dels Alts de França. L'any 2007 tenia 566 habitants.

## Demografia

### Població

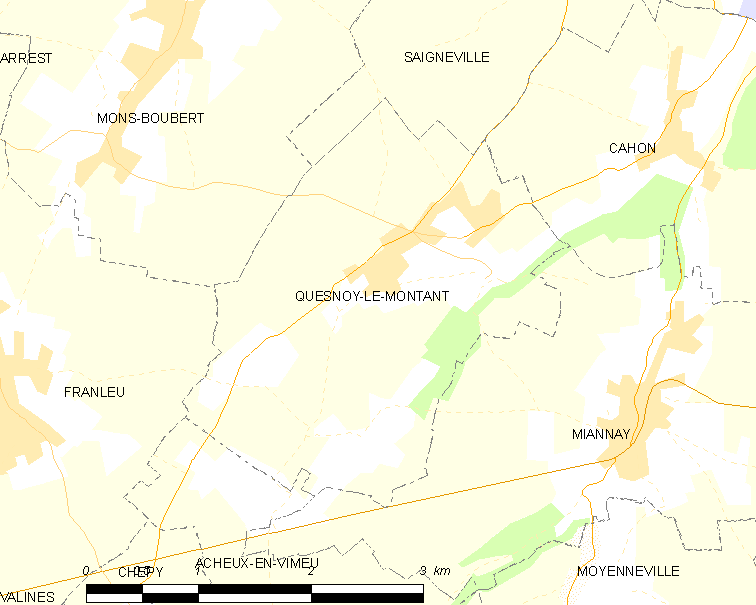

El 2007 la població de fet de Quesnoy-le-Montant era de 566 persones. Hi havia 218 famílies de les quals 52 eren unipersonals (16 homes vivint sols i 36 dones vivint soles), 51 parelles sense fills, 91 parelles amb fills i 24 famílies monoparentals amb fills.

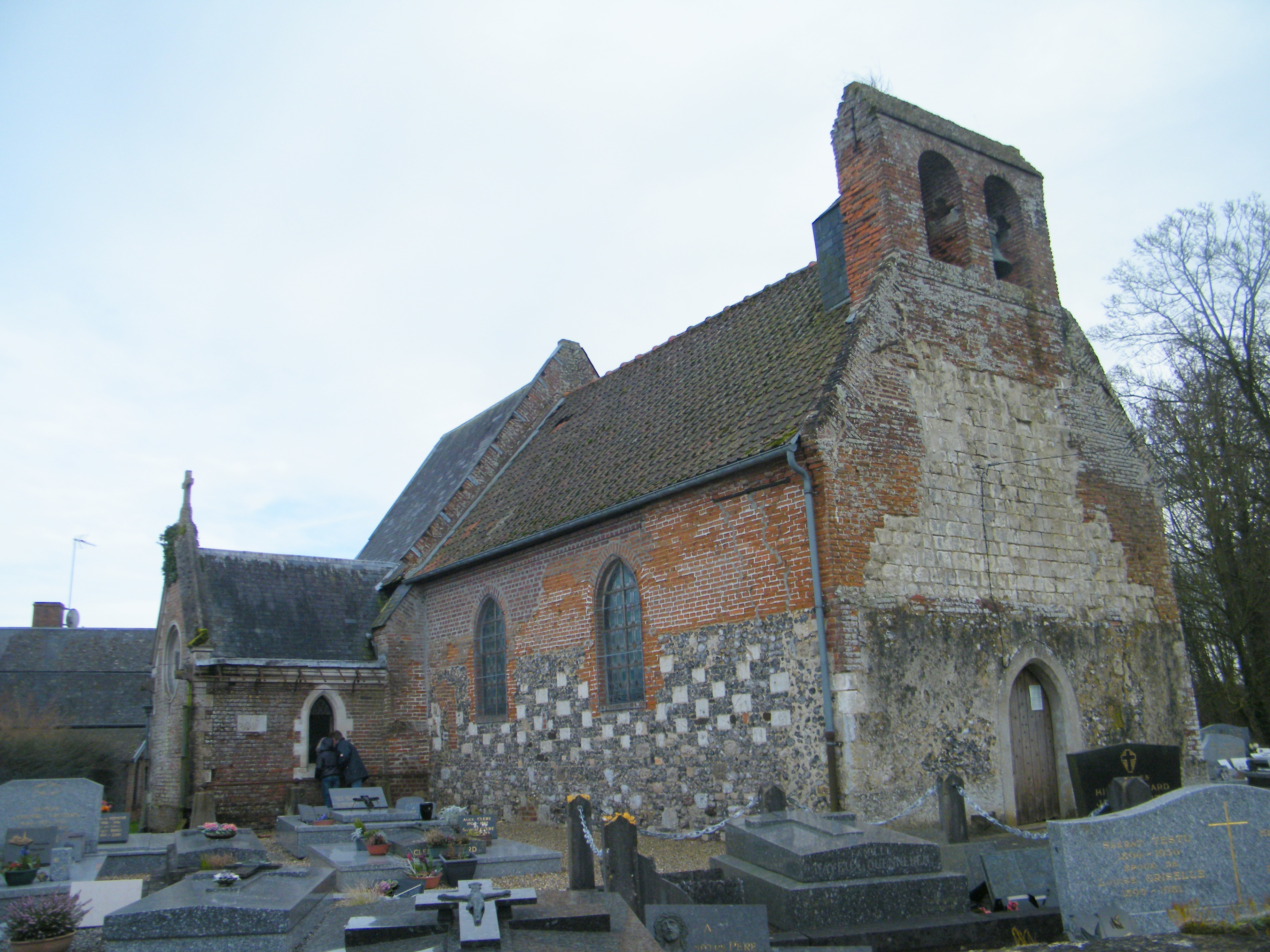

La població ha evolucionat segons el següent gràfic:
Habitants censats

### Habitatges
El 2007 hi havia 268 habitatges, 219 eren l'habitatge principal de la família, 31 eren segones residències i 18 estaven desocupats. 264 eren cases i 3 eren apartaments. Dels 219 habitatges principals, 181 estaven ocupats pels seus propietaris, 36 estaven llogats i ocupats pels llogaters i 2 estaven cedits a títol gratuït; 1 tenia una cambra, 6 en tenien dues, 28 en tenien tres, 62 en tenien quatre i 122 en tenien cinc o més. 173 habitatges disposaven pel capbaix d'una plaça de pàrquing. A 76 habitatges hi havia un automòbil i a 114 n'hi havia dos o més.

### Piràmide de població

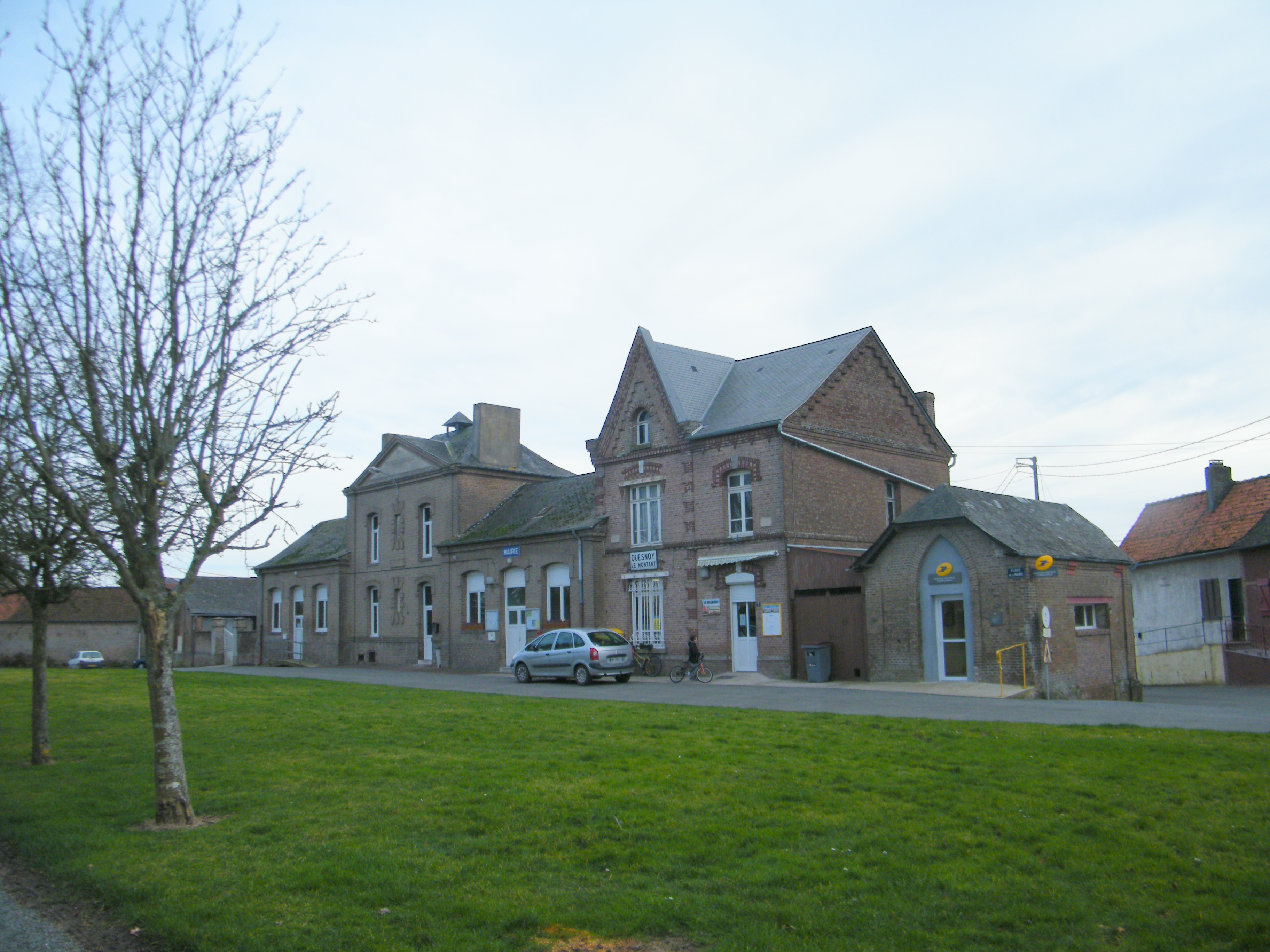

La piràmide de població per edats i sexe el 2009 era:
| Homes | Edats   | Dones |
| ----- | ------- | ----- |
| 0     | 95 o +  | 0     |
| 0     | 90 a 94 | 4     |
| 8     | 85 a 89 | 12    |
| 4     | 80 a 84 | 8     |
| 4     | 75 a 79 | 12    |
| 8     | 70 a 74 | 12    |
| 24    | 65 a 69 | 16    |
| 4     | 60 a 64 | 20    |
| 8     | 55 a 59 | 12    |
| 20    | 50 a 54 | 12    |
| 16    | 45 a 49 | 20    |
| 8     | 40 a 44 | 4     |
| 24    | 35 a 39 | 12    |
| 28    | 30 a 34 | 24    |
| 20    | 25 a 29 | 28    |
| 12    | 20 a 24 | 8     |
| 4     | 15 a 19 | 8     |
| 12    | 10 a 14 | 28    |
| 8     | 5 a 9   | 8     |
| 24    | 0 a 4   | 8     |

## Economia

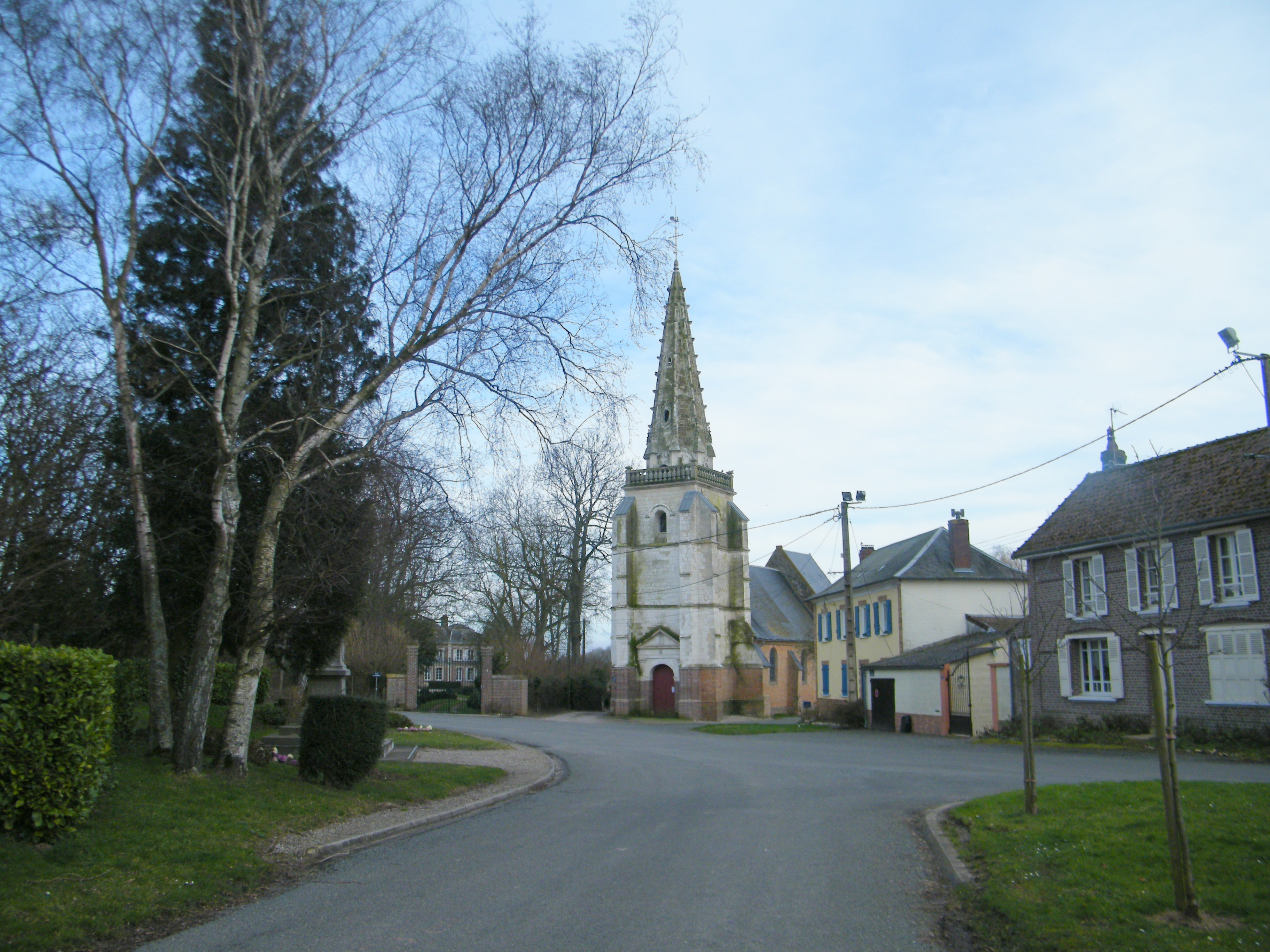

El 2007 la població en edat de treballar era de 369 persones, 273 eren actives i 96 eren inactives. De les 273 persones actives 250 estaven ocupades (138 homes i 112 dones) i 23 estaven aturades (10 homes i 13 dones). De les 96 persones inactives 37 estaven jubilades, 29 estaven estudiant i 30 estaven classificades com a «altres inactius».

### Ingressos
El 2009 a Quesnoy-le-Montant hi havia 223 unitats fiscals que integraven 588,5 persones, la mediana anual d'ingressos fiscals per persona era de 16.903 €.

### Activitats econòmiques
Dels 14 establiments que hi havia el 2007, 1 era d'una empresa alimentària, 1 d'una empresa de fabricació de material elèctric, 1 d'una empresa de fabricació d'altres productes industrials, 2 d'empreses de construcció, 2 d'empreses de comerç i reparació d'automòbils, 1 d'una empresa d'hostatgeria i restauració, 1 d'una empresa financera, 1 d'una empresa immobiliària, 1 d'una empresa de serveis i 3 d'empreses classificades com a «altres activitats de serveis».
Dels 7 establiments de servei als particulars que hi havia el 2009, 2 eren tallers de reparació d'automòbils i de material agrícola, 1 guixaire pintor, 1 fusteria, 2 perruqueries i 1 saló de bellesa.
Dels 2 establiments comercials que hi havia el 2009, 1 era una botiga de menys de 120 m² i 1 una fleca.
L'any 2000 a Quesnoy-le-Montant hi havia 8 explotacions agrícoles.

## Equipaments sanitaris i escolars
El 2009 hi havia una escola elemental integrada dins d'un grup escolar amb les comunes properes formant una escola dispersa.

## Poblacions més properes
El següent diagrama mostra les poblacions més properes.